# Martha Wainwright
Pour les articles homonymes, voir Wainwright.
Martha Wainwright, née le 8 mai 1976, est une auteure-compositrice-intertprète canado-américaine de folk et pop.

## Biographie

### Famille
Martha McGarrigle Wainwright, née le 8 mai 1976 à New York est la fille de Kate McGarrigle et Loudon Wainwright III.  Elle est la sœur de Rufus Wainwright et demi-sœur de Lucy Wainwright Roche.

### Carrière
Elle a participé à de nombreux enregistrements avec des membres de sa famille, et a sorti plusieurs EP. Son premier album est sorti en 2005 sur le label Drowned in Sound. Son groupe comprend également sa cousine Lily Lanken. Elle tourne et enregistre aussi régulièrement avec Teddy Thompson. En 2006, elle collabore sur l'album du groupe nord-irlandais Snow Patrol, Eyes Open sur le titre Set the Fire to the Third Bar.
La bande originale de la quatrième saison de la série dramatique télévisée Trauma est assurée par Martha en 2013.
En 2020 elle anime l’émission Mix sonore sur les ondes de Unis TV. Elle lance l'album Love Will Be Reborn en août 2021.
Wainwright a publié ses mémoires en anglais : "Stories I Might Regret Telling You" et en français : "Rien de grave n'est encore arrivé" traduit par Fanny Britt au printemps 2022.
En 2025, elle participe à la création de Uh Oh, l'album collaboratif du chanteur canadien Patrick Watson.

### Vie privée
Elle a épousé Brad Albetta en 2007, en 2018, ils ont divorcé. Ils ont deux fils.
Martha et ses fils habitent à Montréal, Québec. En 2019, elle a acquis un immeuble dans le quartier Mile End de la ville sur l'avenue du Parc et a ouvert un café-salon, Ursa, qui comprend aussi une cuisine pour des cours et une salle de spectacle.

## Discographie

### Albums studio
- 2005 : Martha Wainwright
- 2008 : I Know You're Married But I've Got Feelings Too
- 2010 : Sans fusils, ni souliers, à Paris: Martha Wainwright’s Piaf Record
- 2012 : Come Home to Mama
- 2016 : Goodnight City
- 2021 : Love Will Be Reborn

### EP
- 1997 : Ground Floor
- 1999 : Martha Wainwright (Six Songs)
- 2002 : Factory
- 2004 : Bloody Mother Fucking Asshole
- 2005 : I Will Internalize (uniquement au Canada)

### Singles
- 1997 : Ground Floor
- 1999 : Martha Wainwright (Six Songs)
- 2002 : Factory
- 2004 : Bloody Mother Fucking Asshole
- 2005 : Far Away (uniquement au Royaume-Uni)
- 2005 : Factory (uniquement au Royaume-Uni)
- 2005 : When the Day Is Short (uniquement au Royaume-Uni)
- 2006 : Set the Fire to the Third Bar (avec Snow Patrol)

### Collaborations
- 1983 : Kate and Anna McGarrigle sur Love Over and Over
- 1988 : Tommy Tricker and the Stamp Traveller (bande-originale de film, Tommy Come Back)
- 1995 : Loudon Wainwright III su Grown Man
- 1996 : Kate and Anna McGarrigle sur Matapédia
- 1998 : Rufus Wainwright sur Rufus Wainwright
- 1998 : Kate and Anna McGarrigle sur The McGarrigle Hour
- 1998 : Dan Bern sur Smartie Mine
- 1999 : Boo Hewerdine sur Thanksgiving
- 2000 : Red Hot + Indigo (avec The Propellerheads)
- 2001 : Rufus Wainwright sur Poses
- 2002 : Gordon Gano sur Hitting the Ground
- 2003 : Rufus Wainwright sur Want One
- 2003 : Loudon Wainwright III sur So Damn Happy
- 2003 : Kate and Anna McGarrigle -sur La vache qui pleure
- 2004 : Meanwhiles sur The Nights Rewind
- 2004 : Private Astronomy (A Vision of the Music of Bix Beiderbecke)
- 2004 : Rufus Wainwright sur Want Two
- 2004 : Aviator (bande originale de The Aviator)
- 2005 : Teddy Thompson sur Separate Ways
- 2005 : Kate and Anna McGarrigle sur The McGarrigle Christmas Hour
- 2006 : Snow Patrol sur Eyes Open (duo avec Gary Lightbody sur Set the Fire to the Third Bar
- 2006 : Leonard Cohen: I'm Your Man (bande-originale de film)
- 2006 : Jim Campilongo sur Heaven Is Creepy
- 2006 : RocKwiz sur Slave to Love (duo avec Dan Kelly)
- 2007 : Rufus Wainwright sur Release The Stars
- 2010 : Nuit 1 sur  Dis, quand reviendras-tu ? (bande originale de film)
- 2011 : Every Mother Counts